# Dance Dance Revolution Extreme
Dance Dance Revolution EXTREME es el octavo juego de la serie de videojuegos musicales Dance Dance Revolution. Fue lanzado en Arcade por Konami el 25 de diciembre de 2002 al mismo tiempo con pop'n music 9. A pesar de que solo fue lanzado oficialmente en Japón, unidades de esta edición existen en el mundo entero. Dance Dance Revolution EXTREME es considerada como unas de las mejores arcades de la serie Dance Dance Revolution y la última que utiliza la placa System 573. Posee 240 canciones en total, 14 de ellas siendo ocultas con posibilidad de activarlas, 59 para esta entrega, 33 revividas y 23 que no se han visto antes en ningún otro juego de Bemani. Sin contar con la aparición de su secuela, Dance Dance Revolution SuperNOVA publicada 4 años después, se especulaba que sería la última versión para arcade de Dance Dance Revolution.

## Cambios
- La interfaz usada es un mejoramiento del sistema Song wheel (Rueda de canciones) que fue introducida por primera vez en DDR 5th Mix.
- El color usado para la interfaz es verde (exc. para la jugabilidad).
- Las canciones se redujerón a 112 kbps debido a problemas de memoria y los videos son más pequeños debido a falta de espacio.
- Los nombres de las dificultades son "楽 (raku) Light" (BASIC), "踊 (you) Standard" (DIFFICULT), "激 (geki) Heavy" (EXPERT) y "鬼 (oni) Challenge", como eran denominadas en DDRMAX y DDRMAX2.
- Un modo "習 Beginner" (Principiante), de color azul claro está ahora disponible. Primera vez visto en el arcade Dance Dance Revolution USA como "Simple", es más fácil que el modo Light.
- Los pasos "Challenge", asociadas con un color azul oscuro y vistas por primera vez en DDRMAX2, están disponibles para algunas canciones, pero la dificultad no es seleccionable en pantalla de dificultad.
- Presionando las dos flechas en la máquina simultáneamente permite cambiar el método de ordenamiento predeterminado (Las canciones nuevas primero, luego las antiguas y finalmente las canciones que se pueden liberar) a un orden alfabético, de velocidad según BPM y por popularidad. En esta versión, un ordenamiento de origen, el mix o juego de Bemani donde se vio por primera vez está disponible, y se encuentra entre el ordenamiento predeterminado, el alfabético y las mejores 30 de máquina (las de usuario requiere memory card PlayStation).
- El modo NonStop regresa.
- Se agrega el juicio "Marvelous" para los modos Nonstop y Oni.

## Extra Stages
Completando cualquier canción en Heavy (ahora EXPERT) con AA se desbloquea The legend of MAXX en EXPERT a 1.5x, reversa y presión (empieza con la barra al MAX pero no se regenera por cada falla)
Encore Extra: completando el Extra con AA la rueda queda bloqueada en Dance Dance Revolution pero solo para la dificultad CHALLENGE a 3x, dark, reversa y SUDDENDEATH como barra (en vez de Batería Challenge con una sola vida, vista en Supernova2).

## Procedencia
El orden según el juego de procedencia es el siguiente:
- Dance Dance Revolution (1st).
- Dance Dance Revolution 2ndMix.
- Dance Dance Revolution 3rdMix.
- Dance Dance Revolution 4thMix.
- Dance Dance Revolution 5thMix.
- DDRMAX.
- DDRMAX2.
- Dance Dance Revolution EXTREME (esta entrega).
- Beatmania.
- Beatmania IIDX.
- Beatmania III.
- Dance ManiaX.
- pop'n music.
- Guitar Freaks y Drummania.
- MAMBO A GO GO.
- ParaParaParadise.
- DDR Home Version (para las versiones caseras).